# Ото Премингер
Ото Лудвиг Премингер (Вижницја, 5. децембар 1905 — Њујорк, 23. април 1986)  био је аустријско-амерички позоришни и филмски редитељ, филмски продуцент и глумац.
Режирао је више од 35 играних филмова у каријери дугој пет деценија након одласка из позоришта. Најпре је привукао пажњу филмским ноар мистеријама као што су Лора (1944) и Пали анђео (1945), док је 1950-их и 1960-их режирао адаптације популарних романа и сценских дела. Неколико од ових каснијих филмова померило је границе цензуре бавећи се темама које су тада биле табу у Холивуду, као што су зависност од дрога (Човек са златном руком, 1955), силовање (Анатомија убиства, 1959) и хомосексуалност (Савети и Пристанак, 1962). Два пута је био номинован за Оскара за најбољу режију. Имао је и неколико глумачких улога.

## Рани живот
Премингер је рођен 1905. године у Вижницји, Буковина, Аустроугарска (данашња Украјина), у јеврејској породици. Његови родитељи су били Јозефа (рођена Франкел) и Маркус Премингер.
По избијању Великог рата, Пемингеров отац је обезбедио позицију јавног тужиоца у Грацу, главном граду Штајерске. Када се породица Премингер преселила, Ото је имао скоро девет година и био је уписан у школу у којој је настава из католицизма била обавезна, а јеврејска историја и религија нису имали места у наставном плану и програму. Када се рат завршио, Маркус је основао сопствену адвокатску праксу. Године 1928. Ото Премингер је дипломирао право на Универзитету у Бечу.

## Каријера

### Позориште
Премингерова прва позоришна амбиција била је да постане глумац, а потом и редитељ.
Године 1930. један богати индустријалац из Граца понудио је Оту да режира филм под називом Велика љубав. Премингер није имао исту страст према филму као према позоришту. Он је ипак прихватио задатак. Филм је премијерно приказан у бечком позоришту Емперор 21. децембра 1931, и доживео је негативне критике. Од 1931. до 1935. Премингер је режирао двадесет и шест представа.
3. августа 1931. оженио се Мађарицом, Марион Мил. Пар се венчао само тридесет минута након што је окончан њен развод од првог мужа.

### Холивуд
У априлу 1935, док је Премингер увежбавао фарсу, Краљ са кишобраном, добио је позив од америчког филмског продуцента Џозефа Шенка на састанак у хотелу Империјал. Шенк и партнер Дерил Ф. Занук, суоснивачи 20th Century Fox, били су у потрази за новим талентима. У року од пола сата од састанка са Шенком, Премингер је прихватио позив да ради за њих у Лос Анђелесу.
Први Премингеров холивудски филм је режиран у новембру 1936. Потом је у новембру 1937, Занук адаптирао роман Роберта Луиса Стивенсона са жељом да Премингер режира филм под насловом "Киднапован", што је требало да буде најскупљи филм икада за 20th Century Fox.
Након овог пројекта, Премингер је тражио посао у другим студијима, али није добио понуду – само две године по доласку у Холивуд остао је без посла у филмској индустрији. Вратио се у Њујорк и почео да се поново фокусира на позоришну сцену. Премингер је брзо постигао успех на Бродвеју, са дуготрајним продукцијама, укључујући Аутвард Боунд са Лорет Тејлор и Винсентом Прајсом, као и са Моја драга децо са Џоном и Елејн Беримор.

## Лора и Пали Анђео
Филм Лора је Премингер почео да снима 27. априла 1944, са предвиђеним буџетом од 849.000 долара. Када је објављен, филм је одмах постао хит код публике и критике, чиме је Премингер добио прву номинацију за Оскара за режију. Премингер је очекивао да ће му признање за Лору омогућити да ради на бољим филмовима, али његова професионална судбина била је у рукама Занука.
Пали анђео (1945) је управо оно што је Премингер очекивао. У Палом анђелу, главне улоге играли су Дејна Ендруз и Линда Дарнел.
Следећи Премингеров филм, Стогодишње лето (енгл. Centennial Summer) из 1946. године био је његов први филм у потпуности снимљен у боји. Критике, као и продаје на благајнама били су млаки када је филм објављен у јулу 1946. године.

### Оспоравање табуа и цензуре
Неколико Премингерових филмова у овом периоду бавило се контроверзним и табу темама, доводећи на тај начин у питање и Кодекс цензуре Америчке асоцијације за филмске филмове и холивудску црну листу. Католичка Легија пристојности осудила је Премингерову комедију Месец је плав (1953) на основу моралних стандарда. Филм је заснован на бродвејској представи која је инспирисала масовне протесте због употребе речи „девица“ и „трудна“. Одбијајући да уклони увредљиве речи, Премингер је објавио филм без одобрења продукције.
Заснован на роману Нелсона Алгрена, Премингероф филм Човек са златном руком (1955) био је један од првих холивудских филмова који се бавио зависношћу од хероина.
Филм Анатомија једног убиства из 1959., са својим искреним расправама у судници о силовању и сексуалном односу, довео је до тога да цензори приговарају употреби речи као што су "силовање", "сперма", "сексуални врхунац" и "пенетрација".
Филмом Егзодус (1960) Премингер је задао први велики ударац холивудској црној листи признавањем забрањеног сценаристе Далтона Трамба. Филм је адаптација бестселера Леон Урис о оснивању државе Израел.
У Њујоршкој опери, октобра 1953. године, Премингер је режирао америчку премијеру опере Готфрида фон Ајнема Суђење засноване на роману Франца Кафке. Премингер је такође адаптирао две опере за екран током 1950-их:
- Кармен Џонс (1954) - прерада Бизеове опере Кармен које је Премингер сместио у ратно афроамеричко окружење,
- Порги и Бес (1959) - заснована на опери Џорџа Гершвина.

Његова два филма раних 1960-их били су Савет и пристанак (1962), политичка драма из бестселера Алена Друрија са хомосексуалном подтемом, и Кардинал (1963), драма смештена у ватиканској хијерархији за коју је Премингер добио своју другу номинација за Оскара за најбољу режију.

### Каснија каријера
Почевши од 1965. године, Премингер је снимио низ филмова у којима је покушавао да направи приче које су биле свеже и препознатљиве, али филмови које је снимио, доживели су осуде критике и финансијски промашај.
Његов последњи филм, адаптација шпијунског романа Грејема Грина Људски фактор (1979), имао је финансијских проблема и једва да је објављен.

### Редитељски стил и личност
Премингер је у више наврата пробијао нови терен, доводећи у питање давно успостављене норме и табуе у холивудским филмовима. Такође је био познат по својој ефикасности као филмски стваралац — током већег дела своје каријере рутински је завршавао своје филмове на време и у оквиру буџета. Често је фаворизовао дугачке кадрове, често је снимао дијалог у два кадра, уместо да се пресеца, и преферирао је минималне резове. Џон Форд је такође био познат по сличним техникама, снимању што мање снимака и „резању у камеру“, а вероватно је да је Премингер преферирао ове методе из истих разлога као и Форд, који је из тешког искуства научио да снима што мање снимака, са циљем да смањи трошкове, а истовремено минимизирали могућност директора студија да реконструишу ове филмове противно жељама редитеља.
Премингер је постао познат по свом увредљивом и малтретирајућем понашању према својим сарадницима. Посебно је био нетолерантан према мање искусним глумцима — наводно је у потпуности запамтио сваки ред сваког сценарија пре почетка снимања, и побеснео би на сваког глумца који би се борио да се сети свог линије. Кажу да је једног нервозног младог глумца ухватио за рамена и вриснуо му у лице „Опусти се! Опусти се!" Композитор Елмер Бернштајн, који је написао музику за Човек са златном руком, присетио се: „Био је застрашујући лик. Мислио сам да ће ме избацити из канцеларије када сам му рекао да хоћу да урадим партитуру засновану на џезу. Али он је рекао да то није оно за шта сам примљен, и да то није оно што треба да урадим.“

## Смрт
Премингер је преминуо у свом дому на Менхетну 1986. године, у доби од 80 година, од рака плућа док је боловао од Алцхајмерове болести. Иза њега је остало троје деце; његов син Ерик и близанци Марк Вилијам и Викторија Елизабет из брака са Хоуп Брајс. Премингер је кремиран и његов пепео се налази у ниши у соби Азалеа Меморијалне капеле Велме Б. Вулворт на гробљу Вудлон у Бронксу.

## Награде
Премингерова Анатомија убиства номинована је за Оскара за најбољи филм. Као продуцент филма, добио је једну номинацију. Два пута је био номинован за најбољу режију: за Лору и за Кардинала. Добитник је награде Бронзаног берлинског медведа за филм Кармен Џонс на 5. Берлинском међународном филмском фестивалу.